# Max Rieger (Fußballspieler)

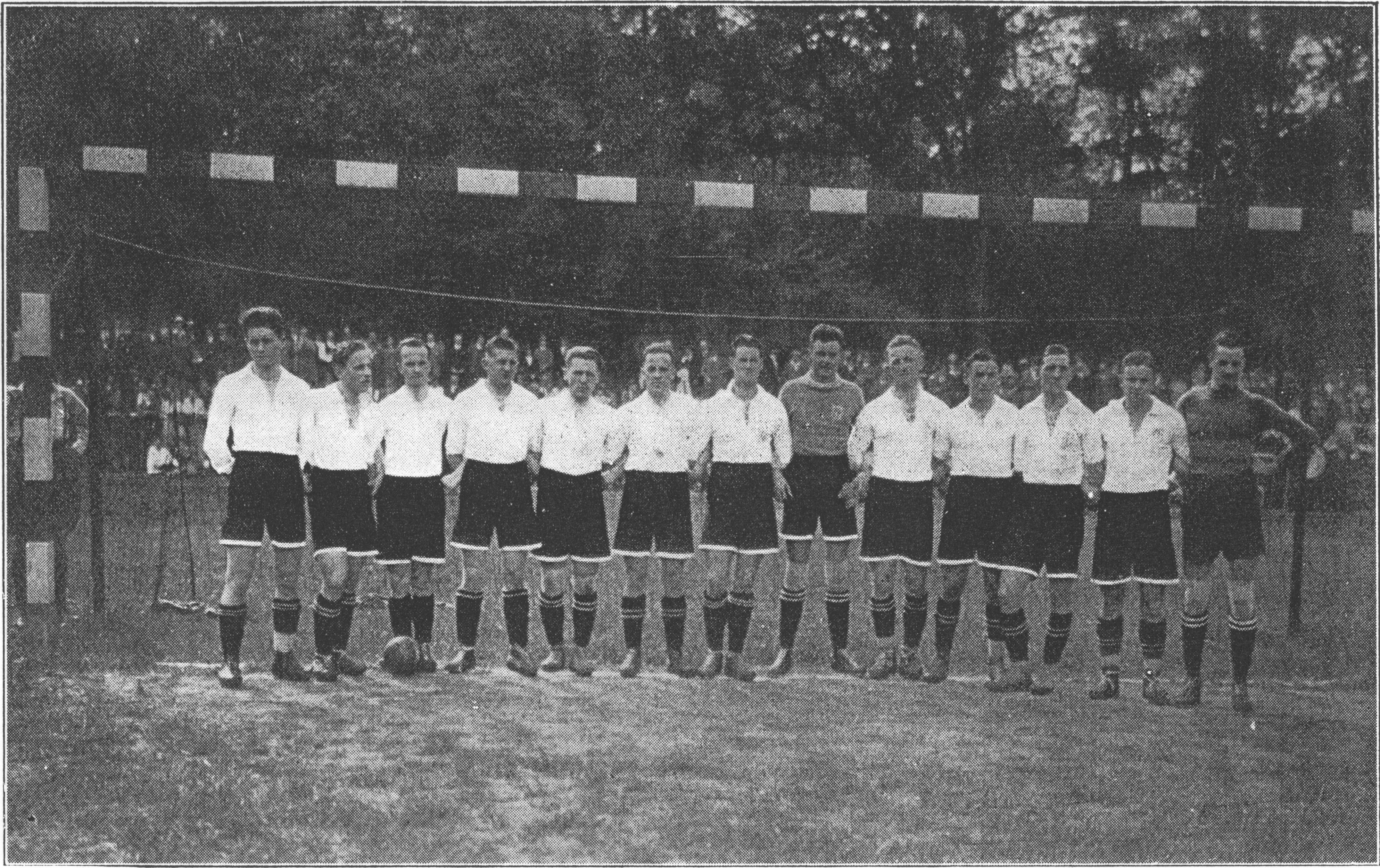
Die erste Mannschaft des Freiburger FC vor ihrem 5:2-Sieg gegen West Ham United (v. l. n. r.: Hotze. Bantle II, Krämer, Neipp, Klay, Bantle I, Würz, Rieger, Röhler, Spöri, Mayer, Nikelsen, Wirth)

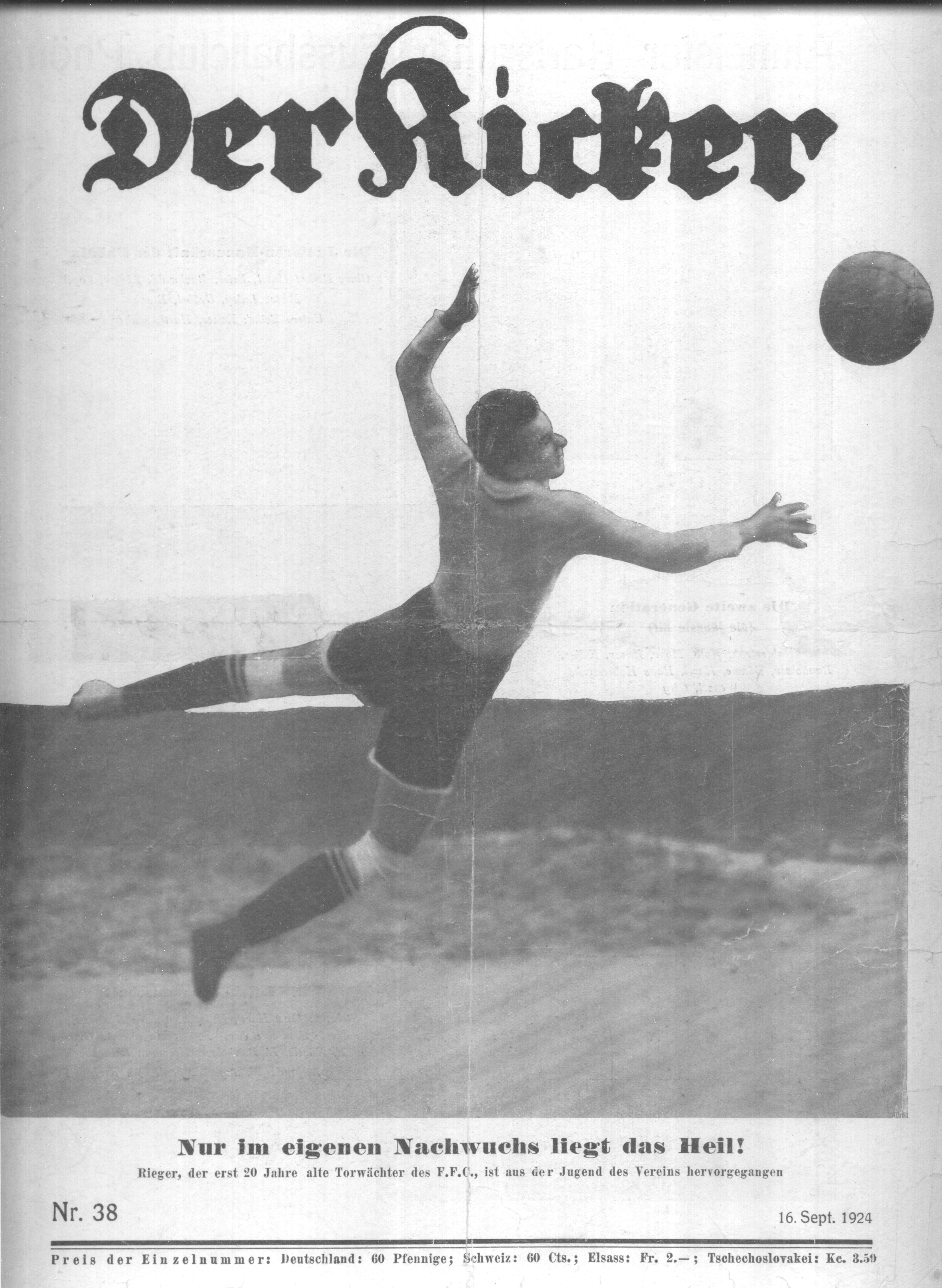
Der Kicker Titelseite vom 16. September 1924

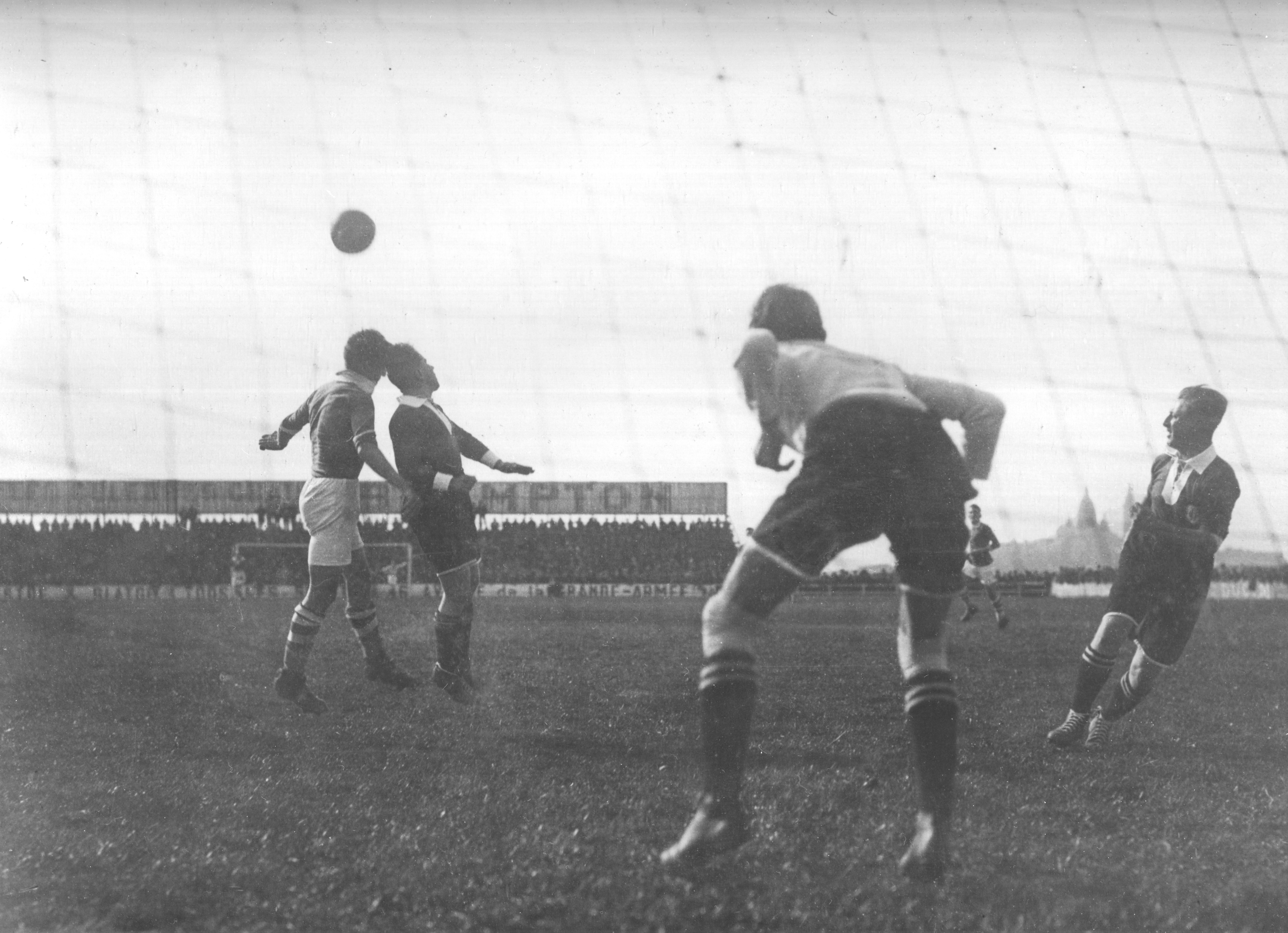
Szene aus dem Spiel Olympique de Paris – FFC im Pariser Stade Bergeyre vom 20. September 1925. V. l. n. r.: (frz. Mittelstürmer), Bantle, Rieger, Röhler

Max Rieger (* 5. März 1904 in Freiburg im Breisgau; † 5. März 1989 in Gengenbach)
war ein deutscher Fußballtorwart.
Er spielte für den Freiburger FC von 1923 bis 1926. Von 1927 bis 1933 war er beim TuS Prien und FC 08 Villingen tätig. Er war zeitweise „B“ bzw. Ersatztorwart der deutschen Nationalelf.

## Werdegang

### Frühe Laufbahn beim FFC
Rieger trat schon früh der Jugendabteilung des FFC bei. Diese verfügte über elf Teams (jedes mit seinem eigenen Trainer) aus deren Reihen die fünf Erwachsenenmannschaften ständig mit talentiertem Nachwuchs versorgt wurden. Die aufwendige Jugendarbeit trug dazu bei, dass die erste Mannschaft sowohl innerhalb Deutschlands als auch im europäischen Ausland einen hohen Bekanntheitsgrad erreichte.
Nach etlichen Probespielen in der ersten Mannschaft im Frühjahr feierte Rieger am 4. November 1923 sein offizielles Debüt beim 2:0-Sieg gegen Phönix Karlsruhe vor 3000 Zuschauern.

### Internationale Freundschaftsspiele
Obwohl Rieger und seine Mannschaftskollegen (darunter Stürmer Ernst Bantle) den Gewinn der deutschen Meisterschaft von 1907 nicht wiederholen konnten, brachten die Jahre 1924 bis 1926 vor allem gegen internationale Gegner ihre Erfolge. Der FFC spielte zu dieser Zeit in der obersten Fußballklasse, der Bezirksliga (Württemberg – Baden; eine übergreifende Oberliga wurde erst 1945 eingeführt, die Bundesliga 1963). Als Vizemeister 1924 und '25 verpassten die Freiburger zweimal knapp die Qualifikation zur süddeutschen und deutschen Meisterschaft.
Dennoch gelang in jenen Jahren gegen namhafte ausländische Vereine eine Reihe von Siegen, darunter gegen AS Strasbourg, FC Luzern, FC Barcelona, 1. FC Basel, Blue Stars Zürich, Urania Genf und Olympique de Paris. Gegen den langjährigen ungarischen Meister MTK Budapest spielte man ein 3:3-Unentschieden heraus. Für die 3:4-Niederlage gegen Viktoria Zizkov Prag machte die Freiburger Zeitung neben dem erfolglosen Sturm auch die Abwesenheit Riegers verantwortlich.
Die freundschaftliche Atmosphäre bei diesen von Fußballpionier Walther Bensemann organisierten Begegnungen trug viel zu der während der Weimarer Republik angestrebten Völkerversöhnung bei, besonders bei Spielen gegen Vereine aus England und Frankreich. Bensemann selbst bezeichnete die Partie AS Strasbourg: FFC vom 16. November 1924 – das erste Nachkriegsspiel einer deutschen Mannschaft auf französischem Boden – hoffnungsvoll als den „historischen Wendepunkt zu Straßburg“. Das Spiel fand nach Übereinkunft beider Vereine trotz der Verweigerung einer Genehmigung durch den DFB statt.
Bensemann, der, was spielerische Leistung betraf, nie mit Kritik sparte, verschonte auch Rieger nicht, wie etwa bei der 2:4-Niederlage gegen Slavia Prag; die Freiburger Verteidigung erschien ihm „…zu nervös und hastig…Rieger scheint ebenfalls mit Nerven behaftet zu sein; seine Leistungen sind ungleich, bald gut, bald schlecht; vielleicht hat ihn auch das unsichere Spiel der Backs in der zweiten Hälfte beeinflußt…“
Auch bei Liga-, Pokal- und Freundschaftsspielen gegen renommierte deutsche Clubs wie Stuttgarter Kickers, Sportclub ’99 Köln, Phoenix Karlsruhe (der spätere KSC), dem Berliner FC Preussen und Bayern München konnten die Freiburger während dieser Zeit (zum Teil hohe) Siege verbuchen, wie etwa beim 7:3 gegen Eintracht Frankfurt oder beim 7:1 gegen den VFB Stuttgart.
Am 18. Mai 1924 gelang dem FFC einer der ersten Siege einer deutschen Mannschaft gegen Vertreter des englischen Profifußballs, den Pokalfinalisten West Ham United aus London, der mit einem deutlichen 2:5 die erste Niederlage seiner Europatournee einstecken musste (nur die französische Nationalelf konnte West Ham später noch knapp besiegen).
Dieser Erfolg war umso aufsehenerregender, als im Vorfeld die Londoner bei Siegen in Köln, Mönchengladbach, Mannheim und Frankfurt eine Gesamttordifferenz von 16:1 erzielt hatten. Rieger selbst veröffentlichte 1966 einen nachträglichen Spielbericht über das „Engländerspiel“ (heutzutage nachzulesen auf der Homepage des FFC), ergänzt durch einen amüsanten Blick hinter die Kulissen der Spielvorbereitung, verfasst von Spielausschussmitglied Otto Stunz. Die Freiburger Zeitung nannte den Sieg eine „…Sensationsnachricht, die heute das In- und Ausland durchläuft…“ und lobte vor allem den Freiburger Sturm (Hotze, Bantle und Würz) sowie Rieger, der als Mittelpunkt des „…Freiburger Bollwerks vortrefflich hielt…er fing und faustete mit wahrer Pracht.“

### Nationalmannschaft
1924/25 war Rieger zeitweise Ersatztorwart der Nationalelf, kam aber nicht zum Einsatz. Die während der zwanziger Jahre unangefochtene Nummer eins im deutschen Tor, Heiner Stuhlfauth, war zwischen 1924 und 1926 wegen Streitigkeiten zwischen dem 1. FC Nürnberg und der SpVgg. Fürth (die zusammen den Löwenanteil der Nationalmannschaft stellten) zeitweise unabkömmlich. Dieser Umstand, sowie die damalige Experimentierfreudigkeit des DFB, verhalf einer Reihe von anderen Torhütern zur Nationalelfberufung, darunter Karl Zolper, Georg Ertl und Werner Kuhnt, sowie Rieger als Ersatzmann.
Riegers Stärken waren neben dem Stellungsspiel vor allem Geschick und Sicherheit bei der Faustabwehr. Er besaß überdies die Fähigkeit, bei spektakulären Hechtsprüngen seine großgewachsene Statur voll zur Geltung zu bringen und dadurch schon sicher geglaubte Tore im letzten Moment abzuwenden. Hierdurch war er beim Gegner auch bei Elfmetern gefürchtet. Gegen den amtierenden deutschen Meister 1. FC Nürnberg beeindruckte Rieger am 24. Juni 1925 im vielbelagerten Freiburger Tor seinen Gegenüber, Nationaltorwart Stuhlfauth, mit einer Serie von sicheren Paraden. Nachdem Stuhlfauth sich dem platzierten Strafstoß Bantles geschlagen geben musste, hielt Rieger im Gegenzug gleich zwei Elfmeter und wurde darauf von den Nürnbergern trotz der Freiburger 1:2-Niederlage als „bester Mann auf dem Platz“ gefeiert. Der FFC revanchierte sich ein Jahr später im DFB-Pokalspiel gegen den erneuten deutschen Meister mit einem 1:0-Sieg, den die Freiburger Zeitung vor allem dem Schlusstrio Röhler – Klay – Rieger zuschrieb.
Nach über 100 Partien bestritt Rieger am 29. November 1926 sein letztes dokumentiertes Spiel für den FFC, beim 0:3 gegen den VFB Stuttgart.

### FC 08 Villingen
1926/27 war Rieger Spieler-Trainer beim TuS Prien (Chiemsee). Im Herbst 1927 zog er aus beruflichen Gründen nach Villingen-Schwenningen. Im Oktober machte er dort sein erstes Spiel für den FC 08 Villingen. In den darauffolgenden Jahren sorgte er bei dem nun ebenfalls in der Bezirksliga spielenden Club regelmäßig für Schlagzeilen (z. B. „Rieger schlägt Lörrach“, „Zweifellos der beste badische Ligatorwart“).
Am 11. Juli 1929 heiratete Rieger seine aus den USA zurückgekehrte Verlobte Ida, geb. Burger; 1937 kam Tochter Dorothea zur Welt.
1933 beendete Rieger seine aktive Laufbahn. Er blieb zeit seines Lebens Mitglied beim FFC und wurde in den sechziger Jahren in den Ehrenrat des Vereins berufen.